# Дом, где стекает кровь
«Дом, где стекает кровь» (англ. The House That Dripped Blood) — фильм режиссёра Питера Даффелла, снятый в 1970 году. Один из серии фильмов-антологий студии Amicus Productions.

## Сюжет
Инспектор Скотленд-Ярда Холловей приезжает на обычный полицейский участок расследовать дело об исчезновении кинозвезды Пола Хендерсона. Однако сержант Мартин рассказывает, что в старинном доме, принадлежащем мистеру Стокеру, уже неоднократно происходили серьёзные происшествия.
- Method For Murder. Писатель Чарльз Хиллайер, специализирующийся на жанре ужасов, чувствует, что дом даст ему вдохновение. Он придумывает душителя Доминика, однако со временем ему начинает казаться, что убийца в доме. Чарльз обращается к психиатру, где появляется Доминик и убивает обоих. На самом деле это любовник жены писателя — актёр Ричард. Миссис Хиллайер надеялась, что смерть врача будет воспринята как признак помешательства её мужа, однако актёр входит в роль…

- Waxworks. Отошедший от дел биржевой брокер Грейсон, сняв дом, решает посвятить время досугу. В местном музее он видит восковую фигуру женщины, в которую он был когда-то влюблён. Затем женщина была обвинена в убийстве и казнена. Грейсон перестаёт посещать музей, однако неожиданно к нему приезжает старинный друг Невил, тоже питавший чувства к этой особе. Однако влечение лондонца к восковому образу оказывается роковым для обоих мужчин…

- Sweets to the Sweet. Бизнесмен Джон Рид нанимает для своей маленькой дочери Джейн учительницу Энн Нортон. Женщина пытается скрасить жизнь своей подопечной, но наталкивается на сопротивление отца. В итоге вместо обычных игр девочка читает энциклопедию по ведовству, крадёт восковые свечи и делает из них фигурку отца. Теперь жизни бизнесмена угрожает реальная опасность…

- The Cloak. В дом заселяется актёр Пол Хендерсон вместе со своей подругой Карлой Линд. Он должен принять участие в съёмках нового фильма ужасов, однако крайне недоволен реквизитом, так что самостоятельно идёт покупать себе вампирский плащ. В странной лавке, где торгуют оккультными принадлежностями, Пол весьма дёшево покупает одежду. Вскоре выясняется, что надев плащ, актёр перестаёт отражаться в зеркале...

## В ролях
- Кристофер Ли — Джон Рид
- Питер Кушинг — Филип Грейсон
- Найри Доун Портер — Энн Нортон
- Денхолм Эллиот — Чарльз Хиллайер
- Джон Пертви — Пол Хендерсон
- Джоэнна Данхэм — Элис Хиллайер
- Джосс Экленд — Невил Роджерс
- Джон Беннет[англ.] — инспектор Холловей
- Хлоя Фрэнкс — Джейн Рид
- Том Адамс — Доменик / Ричард
- Ингрид Питт — Карла Линд
- Джеффри Бэйлдон — Тео фон Хартманн
- Джон Брайанс — Эй. Дж. Стокер
- Хью Мэннинг — Марк
- Роберт Лэнг — психиатр / Эндрюс
- Ричард Коу — мистер Талмэдж
- Вульф Моррис — владелец музея восковых фигур
- Джонатан Линн — мистер Петрич
- Джон Малкольм — сержант Мартин
- Винифред Сабина — Рита
- Карлтон Хоббс — доктор Бейли
- Бернард Хопкинс — ассистент режиссёра
- Рой Эванс — горбун

## Производственные детали
- Первоначально роль Пола Хендерсона была предложена Винсенту Прайсу, которому понравился сценарий. Однако ему пришлось отказаться от роли, так как киностудия настаивала на эксклюзивном контракте с актёром.
- Первоначально режиссёр предложил назвать фильм «Смерть и дева», однако продюсеры настояли на более пафосном названии. Впрочем, никакой крови в фильме нет.
- Студией были изначально утверждены Кристофер Ли и Питер Кушинг. Остальных актёров режиссёр подобрал самостоятельно.